# Privatsache
Privatsache ist ein Roman von Horst Ehmke, der 2003 im Eichborn Verlag erschien.

## Handlung
In Köln wird eine ermordete Prostituierte gefunden. Martin Gassen, ein Spezialist für Kommunikationssysteme, interessiert sich für den Mord, da er glaubt, dass die Ermordete eine alte Jugendfreundin aus seiner Zeit als Entwicklungshelfer in Sierra Leone ist. Er gerät ins Visier des Oberkriminalkommissars Limbach als Hauptverdächtiger, da er Nachforschungen im Crown Club, dem Bordell, in dem die Ermordete, Victoria, arbeitete, anstellt. Dort trifft er die Schwester von Victoria, Cynthia. Martin bittet seine Freundin Thèrese Nachforschungen in Antwerpen anzustellen, da er vermutet, dass Victoria über eine Fluchthilfeorganisation ins Land gekommen war. Währenddessen, die Vorladungen der Polizei ignorierend, reist Martin nach Sierra Leone, unter dem Vorwand für die GTZ ein Funkgerät zu reparieren.
In Sierra Leone wird Martin von dem Söldner Crocker begleitet. Dieser ahnt Martins wirkliche Gründe, und nach dem Geständnis von Martin beschließt der Söldner ihm zu helfen, mit der Absicht einen totgeglaubten Führer der RUF, den so genannten Unverwundbaren aufzuspüren. Sie besuchen die Krankenschwester Kordula, welche Victoria noch als Kindergärtnerin kennt. Diese gibt den beiden ein Foto, auf welchem Victoria mit dem jugendlichen Unverwundbaren abgebildet ist. Auch bekommen sie den Tipp ins Heimatdorf von Victoria zu gehen. Dort treffen sie den Abwart Siddie, welcher ihnen verrät, dass der Unverwundbare, mit richtigen Namen Sahr Kandeh, noch lebt. Beim Rückflug mit dem Helikopter des Exekutive Services, der Söldnerorganisation von Crocker, geraten sie in die Hände der Kamajores. Sie können sie befreien und fliegen zurück nach Freetown. Martin besucht außerdem einen alten Freund, Claude Dubois, der jetzt Chef der Flüchthelferorganisation Escape ist. Er kennt Victoria und ihre Schwester, verhält sicher allerdings komisch und verrät nicht viel.
Währenddessen besuchte Thèrese in Antwerpen mit Payoke, einer Menschenrechtsorganisation, das Flüchtlingszentrum Fair Heaven. Sie finden nichts heraus, erfahren aber von Mädchen, welche durch eine Personalvermittlung namens Personell Line als Tänzerinnen vermittelt worden sind.
Während Martin zurück in Deutschland ist und nach Belgien fährt, spioniert Crocker allein Escape aus. Er findet eine Geheimtüre, welche zu einem Raum voller mysteriöser Dokumente führt. Er findet unter anderem heraus, dass Refugium, die Dachorganisation von Fair Heven, große Summen an Escape spendet.
Die Polizei findet heraus, dass Victoria mit einem Gift afrikanischer Herkunft ermordet worden ist. Der Crown Club wurde ohne wirkliche Ergebnisse durchsucht. In Belgien spricht Martin mit Pier Sakker, einem Buchhalter von Refugium. Er überzeugt ihn Daten offenzulegen, welche beweisen, dass das Refugium im Frauenhandel aktiv ist. Payoke hat außerdem die Theorie, dass die Frauen mit Diamanten über Escape aus Afrika herausgeschleust werden.
Wieder zurück in Afrika geht Martin mit Crocker in ein Rehabilitationszentrum für Kindersoldaten, wo sie erfahren, dass der Unverwundbare in einer Goldminen festgehalten wird. Sie gehen zu der Mienen, welche von den Kamajores besetzt sind, um dort den Unverwundbaren aus seinem Gefängnis zu befreien. Beim Verhör erfahren sie, dass Cynthia und Victoria eine Zeit lang im RUF-Lager des Unverwundbaren gelebt haben und, dass Cynthia Victoria verletzt hatte und sie deshalb damals ins Krankenhaus gekommen ist. Auch erzählt Sahr, dass Dubois ein ehemaliger Gefangener ist und jetzt aktiv im Diamantenhandel tätig ist und das Cynthia Victoria mit nach Deutschland genommen hat.
Zurück in Deutschland versucht die Polizei Dubois zu überführen. Sie schicken Martin, welcher mit einem Abhörgerät ausgestattet ist, zu Dubois, welcher mit Cynthia verheiratet ist, und bringt die beiden aber so in Rage, dass diese ihm pikante Informationen verraten, unter anderem, dass Dubois Victoria ermordet hatte und Cynthia tief im Frauenhandel verstrickt ist. Die Polizei stürmt das Haus und nimmt die beiden fest.
Am Ende der Geschichte entscheidet sich Martin zurück nach Sierra Leone zu gehen und dort sein restliches Leben zu verbringen.

## Figuren

### Martin Gassen
Martin Gassen, 34 Jahre alt, ist der Protagonist und wird am Schluss der Geschichte auch als Held gefeiert. Martin arbeitet in einer Firma, die ein neues UMTS-Gerät entwickeln will. Er führt eine labile Beziehung zu Therèse, einer Jugendkollegin. Martin war zwei Jahre als Entwicklungshelfer in Sierra Leone engagiert. Dort führte er eine Beziehung zu Victoria, von welcher er sich trennen musste. Jedoch schwärmt er noch bis heute für sie. Als er eines Tages in der Zeitung das Bild einer Ermordeten sieht und sie als seine Victoria identifiziert, beginnt für ihn das Abenteuer. Er will den Mord aufdecken und fliegt dafür nach Sierra Leone. Mit einiger Hilfe gelingt es ihm dabei auch, einen Frauenhändlerring aufzudecken.

### David Crocker
Er ist ein Söldner in Sierra Leone, der für die britische Söldneragentur Executive Services arbeitet. Er ist Martin Gassens Begleitperson und Beschützer in Sierra Leone und durchlebt mit ihm viele gefährliche Abenteuer.
Er ist anfangs sehr misstrauisch gegenüber Martin. Nachdem er die echten Absichten Martins aufgedeckt hat, hilft er ihm, da die Recherchen auch mit seinen Zielen, den Unbesiegbaren zu töten, in Verbindung zu stehen scheinen. Sie knüpfen eine enge Freundschaft und bleiben auch in Kontakt als Martin Afrika wieder verlässt.

### Victoria
Sie arbeitete als Kindergärtnerin in Sierra Leone. Während ihrer Arbeiten als Kindergärtnerin lernte sie Martin kennen. Sie führt eine enge Beziehung zu Martin. Jedoch ist es in ihrem Stamm nicht üblich eine Beziehung mit einem Weißen oder Andersgläubigen zu haben. Deswegen werden sie und Martin verflucht und Martin wird vorausgesagt, dass er in Afrika sterben wird. Deswegen will Victoria, dass Martin schnellstmöglich den Kontinent verlässt und macht mit ihm Schluss. Sie wird in Frauenhandel eingefädelt und kommt in ein deutsches Edelbordell. Jedoch wird sie umgebracht, da sie den Menschenhandel auffliegen lassen wollte.

### Jupp Kempernich
Arbeitskollege und guter Freund von Martin. Unterstützt Martin bei seinen Untersuchungen. Ist eher zurückhaltend und will Martin oft von seinen Ideen abhalten. Ist mit der Kommissarin Maren Weiser liiert, welche ihm immer wieder Informationen über den Verlauf der Ermittlungen berichtet. Sie bilden zusammen ein Entwicklerteam bei C&T Communications. Am Anfang des Buches trifft er auf Maren, die zufällig an der Aufklärung des Mordfalls Victorias beteiligt ist. Sie kommen zusammen, und durch diese Beziehung kommen anfangs auch Insider-Informationen der Polizei zu Martin.

### Therèse
Ist die Freundin von Martin Gassen. Kann nicht verstehen, warum Martin seiner ermordeten Liebe so nachtrauert. Trotzdem besorgt sie für ihn in Antwerpen Informationen. Am Ende entscheidet sie sich gegen ein Leben in Afrika und so gegen Martin.

### Cynthia Stevens
Ist auf ihre Schwester Victoria sehr eifersüchtig, weshalb sie Victoria in einem Edelbordell verenden lässt. Sie ist mit dem Escaspe-Chef Claude Dubois verheiratet und am Mord an ihrer Schwester auch beteiligt.

### Claude Dubois
Er schmuggelt mit seiner Flüchtlingshilfsorganisation Escape Frauen und Diamanten. Hilft Victoria und Cynthia Sierra Leone zu verlassen. War auch in Sierra Leone als Martin für 2 Jahre dort war. Ist der Mörder von Victoria.
Claude Dubois ist der Mörder von Victoria Sia Stevenson und der Leiter von Escape in Sierra Leone. Escape schmuggelt Diamanten, diese werden mit den Flüchtlingen nach Antwerpen in Belgien geschickt.
Martin und Dubois kennen sich aus Martins Zeit als Entwicklungshelfer in Sierra Leone, allerdings war Dubois damals Mitarbeiter des Roten Kreuzes. Später wurde er von der RUF gefangen genommen, traf auf Cynthia und das Netz von Escape mit dem Diamanten- und Frauenhandel (basierend auf Cynthias Idee) entwickelte sich.

### Maren Weiser
Ist eine Mitarbeiterin von Limbach und die Freundin von Jupp. Sie lernen sich am Anfang des Buches kennen, zu diesem Zeitpunkt erfährt Martin über Jupp und Maren einiges über die Arbeit der Polizei. Später erklären Jupp und Maren den Mordfall und die damit verbundenen Ermittlungsfortschritte zum Tabuthema in ihrer Beziehung.